# Saint-Julien-d'Arpaon
Saint-Julien-d'Arpaon is een plaats en voormalige gemeente in het Franse departement Lozère (regio Occitanie) en telt 134 inwoners (1999). De plaats maakt deel uit van het arrondissement Florac.

## Geschiedenis
Saint-Julien-d'Arpaon is op 1 januari 2016 gefuseerd met de gemeente Saint-Laurent-de-Trèves tot de gemeente Cans et Cévennes. 

## Geografie
De oppervlakte van Saint-Julien-d'Arpaon bedraagt 22,7 km², de bevolkingsdichtheid is 5,9 inwoners per km².
De onderstaande kaart toont de ligging van Saint-Julien-d'Arpaon met de belangrijkste infrastructuur en aangrenzende gemeenten.

## Demografie
Onderstaande figuur toont het verloop van het inwonertal.